# 厄立特里亞航空
厄立特里亞航空是非洲之角國家厄立特里亞的國家航空公司，總部設在阿斯馬拉，並由厄立特里亞政府擁有，主要服務航線由厄立特里亞往歐洲和非洲。厄立特里亞航空的樞紐機場是阿斯馬拉國際機場。

## 歷史
厄立特里亞航空成立於1991年，初時只是服務阿斯馬拉國際機場的地面處理。於2002年5月，航空公司擴展飛行服務。第一班厄立特里亞航空是波音767-300ER。在2003年4月，航空公司開始服務航線：阿斯馬拉至美因河畔法兰克福，米蘭，內羅畢和羅馬。第二架波音767於2004年中期開始服務。在2005年，航空公司開始服務航線：阿斯馬拉至恩賈梅納和迪拜。與此同時，服務航線住內羅畢下降。第一架波音767於2006年被空中巴士A320取代，一年後，又被波音757取代，到了2007年尾，波音757被DC-9取代，與此同時，服務航線住阿姆斯特丹下降和往米蘭的航線只服務季節性於2006年12月。
在2006年9月21日，厄立特里亞航空與巴基斯坦政府達成交易，開設直航由厄立特里亞至巴基斯坦。

## 航點
截至2008年9月，厄立特里亞航空公司有以下航點(目的地)：
- 非洲
  - 厄立特里亞
    - 阿斯馬拉 (阿斯馬拉國際機場) 樞紐機場

  - 吉布提
    - 吉布提 (吉布提國際機場)
- 中東
  - 阿拉伯聯合酋長國
    - 迪拜 (迪拜國際機場)

  - 沙特阿拉伯
    - 吉達 (阿卜杜勒-阿齊茲國王國際機場)
- 歐洲
  - 德國
    - 美因河畔法兰克福 (法蘭克褔國際機場)

  - 意大利
    - 米蘭 (米蘭馬爾彭薩國際機場)
    - 羅馬 (罗马—菲乌米奇诺列奥纳多·达芬奇国际机场)

## 機隊

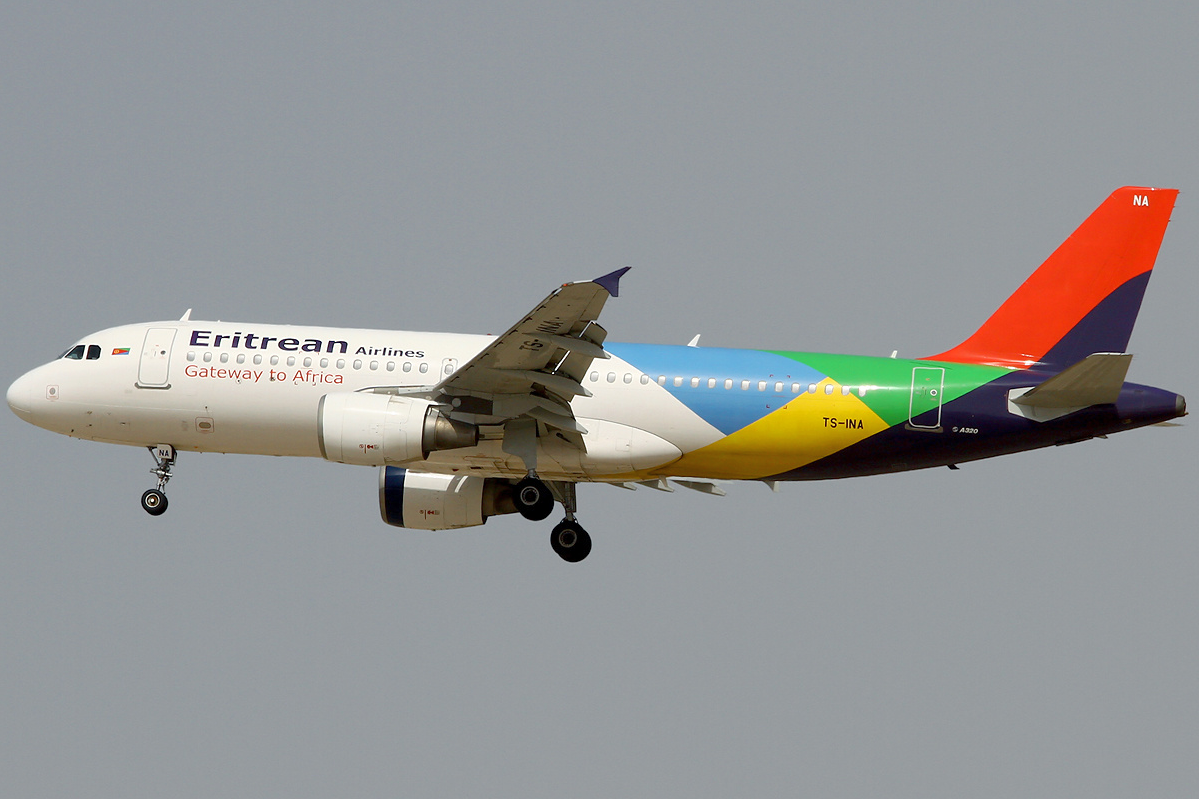
厄立特里亚航空曾运营过一架注册地为突尼斯的空中客车A320。

截至2015年1月，厄立特里亚航空机队的平均机龄是28.7年，拥有两架飞机：
- 一架波音767-200ER
- 一架波音737-300（由乌克兰的Yan航空运营）

## 備註
1. ↑  Flight International 3 April 2007
2. ↑  http://www.flyeritrea.com
3. ↑  
.   [2009-03-08]. （原始内容存档于2009-05-20）.

## 外部連結
- 官方網站（英文）
- 厄立特里亞航空機隊（英文）[永久]